# Воловець (Голеньовський повіт)
Воловець (пол. Wołowiec, нім. Döringshagen) — село в Польщі, у гміні Новоґард Голеньовського повіту Західнопоморського воєводства.
Населення — 254 особи (2011).
У 1975-1998 роках село належало до Щецинського воєводства.

## Демографія
Демографічна структура станом на 31 березня 2011 року:
|          | Загалом | Допрацездатний вік | Працездатний вік | Постпрацездатний вік |
| -------- | ------- | ------------------ | ---------------- | -------------------- |
| Чоловіки | 125     | 26                 | 87               | 12                   |
| Жінки    | 129     | 31                 | 76               | 22                   |
| Разом    | 254     | 57                 | 163              | 34                   |